# Loma del Rancho, Almoloya de Juárez
Loma del Rancho är en ort i Mexiko, tillhörande kommunen Almoloya de Juárez i den västra delen av delstaten Mexiko, i den centrala delen av landet. Orten hade 433 invånare vid folkräkningen 2010.